# Marina con fortificazioni e arco naturale
La Marina con fortificazioni e arco naturale è un dipinto a olio su tela (15x44 cm) di Salvator Rosa, databile al 1640-1648 circa e conservato nella Galleria Palatina a Firenze. 

## Storia
Fin dalla giovinezza l'artista si esercità in tele di modeste dimensioni che gli permisero, nella maturità, di affrontare con sciolta dimestichezza anche le composizioni di più ampio formato. Quest'opera è ritenuta del periodo fiorentino dell'artista (1640-1648), sebbene la più antica menzione certa è legata solo al 1698,  quando è ricordata tra i dipinti del gran principe Ferdinando («una paeino con varie figure e un barchetto in acqua in lontananza»), e di nuovo nell'inventario dopo la morte di quest'ultimo nel 1713. Forse è da identificare con uno dei "paesini bislunghi" dell'artista napoletano messi all'incanto alla morte del suo mecenate Giovan Carlo de' Medici, restando a Firenze dove anni dopo sarebbe stato acquistato da Ferdinando, o comunque a lui pervenuto.
Nel 1796 il dipinto venne portato agli Uffizi, tornando a Pitti solo nel 1928. 

## Descrizione e stile
Nell'arte del Rosa è frequente l'inserimento di un arco naturale come elemento pittoresco, accostato ad altre irregolarità come dirupi, cascate e percorsi accidentati. Può darsi che l'artista serbasse memoria dell'arco dell'isola di Capri.
La scena, per quanto piccola, sviluppa una pittoresca veduta con gli elementi tipici dell'artista, quali un irto monte con due fortezze collegate da un ponte roccioso, una strada in declivio che porta all'arco naturale affacciato su una marina illuminara da bagliori dorati dell'alba, e in primo piano o comunque nella parte inferiore vicino al bordo tutta una serie di figurette di popolani.